# Akkesjaure
Akkesjaure är en sjö i Arjeplogs kommun i Lappland och ingår i Skellefteälvens huvudavrinningsområde. Sjön har en area på 7,74 kvadratkilometer och ligger 420 meter över havet.

## Delavrinningsområde
Akkesjaure ingår i det delavrinningsområde (733379-158021) som SMHI kallar för Utloppet av Akkesjaure. Medelhöjden är 450 meter över havet och ytan är 21,81 kvadratkilometer. Räknas de 2 avrinningsområdena uppströms in blir den ackumulerade arean 45,87 kvadratkilometer. Mörttjärnbäcken som avvattnar avrinningsområdet har biflödesordning 2, vilket innebär att vattnet flödar genom totalt 2 vattendrag innan det når havet efter 264 kilometer. Avrinningsområdet består mestadels av skog (55 procent). Avrinningsområdet har 7,93 kvadratkilometer vattenytor vilket ger det en sjöprocent på 36,3 procent.